# Juhani Suutarinen
Taisto Juhani Suutarinen (* 24. Mai 1943 in Uukuniemi) ist ein ehemaliger finnischer Biathlet.
Er hatte im Biathlonsport seine größten Momente, als er 1974 in Minsk bei den Weltmeisterschaften sowohl erster Weltmeister im Sprint über 10 Kilometer als auch Weltmeister über 20 Kilometer wurde. 1975 wurde er mit der finnischen Staffel in Antholz ebenfalls Weltmeister. Bei den Olympischen Winterspielen 1972 in Sapporo und Olympischen Winterspielen 1976 in Innsbruck belegte er mit der Staffel den zweiten Platz und holte damit die Silbermedaille.